# Baron Grey de Codnor
 (mars 2017).
Le contenu est difficilement compréhensible vu les erreurs de traduction, qui sont peut-être dues à l'utilisation d'un logiciel de traduction automatique.
Baron Grey de Codnor est un titre de noblesse héréditaire dans la "Pairie d'Angleterre".
Le titre en lui-même est "Baron Grey". Il est suppléé par la désignation territoriale du baron, le château de Codnor dans le Derbyshire, qui est généralement mentionné pour le distinguer des autres baronnies de Grey (en).

## Histoire
Le titre a été créé le 17 septembre 1397 pour Sir Richard Grey, seigneur de Codnor, par bref d'assignation (en) au Parlement d'Angleterre. Son grand-père Sir Henry de Grey (en) avait déjà été fait baron le 6 février 1299 par le roi Édouard Ier mais cette création n'avait pas été approuvée par le Parlement, ce qui explique que lui et ses descendants directs soient souvent connus en tant que Barons Grey.
Les trois fils du 4e baron Grey (en) moururent avant leur père, sans descendance. À la mort de ce dernier le 8 avril 1496, le titre fut donc attribué en indivision à ses tantes et à leurs descendants. Cette vacance du titre ne prend fin qu'en 1989, lorsqu'il est relevé par les Cornwall-Legh. Le Comité parlementaire est venu sous la procédure, cependant, de considérer que les 1er, 2e et 3e barons avaient effectivement obtenu des brefs d'assignation au Parlement et ont été mentionnés dans les documents historiques parlementaires, aussi que le premier baron n'a pas participé seulement aux réunions du Conseil privé, pas officiellement classés comme des réunions régulières du Parlement britannique. En 1989, lors du processus d'abrogation de la vacance du titre, la Chambre des lords a estimé qu'il ne pouvait être prouvé que le premier baron, Sir Henry de Grey, et ses héritiers avaient effectivement siégé dans les assemblées parlementaires. Le Comité a en revanche confirmé que le 4e baron avait effectivement siégé à la Chambre haute du Parlement, ce qui a eu pour effet de dater la création de la baronnie Grey de Codnor à 1397.
Après 493 ans de vacance du titre, le lord-chancelier du gouvernement britannique confirme, le 8 mai 1989, que Charles Cornwall-Legh CBE (1903 † 1996) succède en tant que 5e baron Grey de Codnor, à la suite de quoi il fait son entrée à la Chambre des lords.
Le détenteur actuel du titre est son fils aîné, Richard Cornwall-Legh DL (né en 1936), 6e baron. Son fils aîné, Richard Cornwall-Legh (né en 1976), est l'héritier apparent. Son fils et héritier est Caspian Richard Cornwall-Legh (né en 2008).
Actuellement, à la suite de l'extinction des comtes de Stamford en 1976, les barons Grey représentent la ligne principale de la maison noble de Grey (en).

## Liste des Barons Grey de Codnor

### Barons Grey of Codnor Médiévaux (1299)
- Henry Grey, 1er baron Grey de Codnor (de) († 1308)
- Richard Grey, 2e baron Grey de Codnor († 1335)
- John Grey, 3e baron Grey de Codnor (de) († 1392).

### Barons Grey of Codnor (1397)
- Richard Grey, 1er baron Grey de Codnor (v. 1371 † 1418)
- John Grey, 2e baron Grey de Codnor (de) (1396 † 1431)
- Henry Grey, 3e baron Grey de Codnor (de) (1406 † 1444)
- Henry Grey, 4e baron Grey de Codnor (en) (1435 † 1496) (en suspens depuis 1496)
- Charles Legh Shuldham Cornwall-Legh, 5e baron Grey de Codnor (1903 † 1996) (suspens terminé en 1989)
- Richard Henry Cornwall-Legh, 6e baron Grey de Codnor (de) (né 1936)[5]
- Le titulaire actuel est le Hon. Richard Stephen Cayley Cornwall-Legh (né en 1976). Son héritier sera Caspian Richard Cornwall-Legh (né en 2008).

## Héraldique
| Élément           | Blasonnement des Cornwall-Legh, barons Grey | Image                 |
| ----------------- | --- | --------------------- |
| Timbre            | La couronne de baron britannique. |                       |
| Blason            | Écartelé : au 1er d'argent au lion de gueules chargé à l'épaule d'augmentation d'une moucheture d'hermine d'or (Legh), au 2e d'hermine au lion de gueules couronné d'or, à la bordure engrêlée de sable besanté aussi d'or (Cornwall), au 3e parti d'azur et de sinople, à trois couronnes murales d'or, une fasce dentelée aussi d'or chargée d'un croissant de gueules accosté de deux tourteaux du même (Walker), au 4e fascé d'argent et d'azur (Grey). |                       |
| Cimier            | Au demi-lion de gueules chargé à l'épaule d'augmentation d'une moucheture d'hermine d'or. |                       |
| Supports          | Deux demi-lions de gueules couronnés d'or, chargés à l'épaule d'augmentation d'une moucheture d'hermine d'or, conjoint aux ailes et queues de vouivre d'or. |                       |
| Circlet et devise | Circlet : des CBE (du 5e baron) |                       |
| Circlet et devise | Devise : « Play Fair » |                       |
| Note              | Armoiries de Charles Cornwall-Legh, 5e baron Grey de Codnor (titre créé en 1397) (par mandat de 1989 des rois d'armes au collège des Hérauts) | Roi d'armes principal |